# Doktorant
Ten artykuł należy dopracować:

przedstawiono sytuację tylko z polskiej perspektywy – artykuł powinien być przekrojowy.
Pomóż go poprawić. Na stronie dyskusji mogą znajdywać się pomocne komentarze.
Doktorant – osoba pisząca rozprawę doktorską. W rozumieniu polskiej nieobowiązującej już ustawy Prawo o szkolnictwie wyższym doktorant był uczestnikiem studiów doktoranckich.

## Rodzaje dróg do doktoratu
Przed 1 października 2018 r. funkcjonowało kilka ścieżek umożliwiających pisanie doktoratu:
- z „wolnej stopy” – umożliwiał to art. 11 Ustawy o stopniach naukowych i tytule naukowym[2], zgodnie z którym przewód doktorski otwierało się na wniosek zainteresowanego
- obejmując stanowisko asystenta (8 lat na napisanie doktoratu)
- studia doktoranckie (2-4 lata) stacjonarne lub niestacjonarne. Legitymacja doktoranta

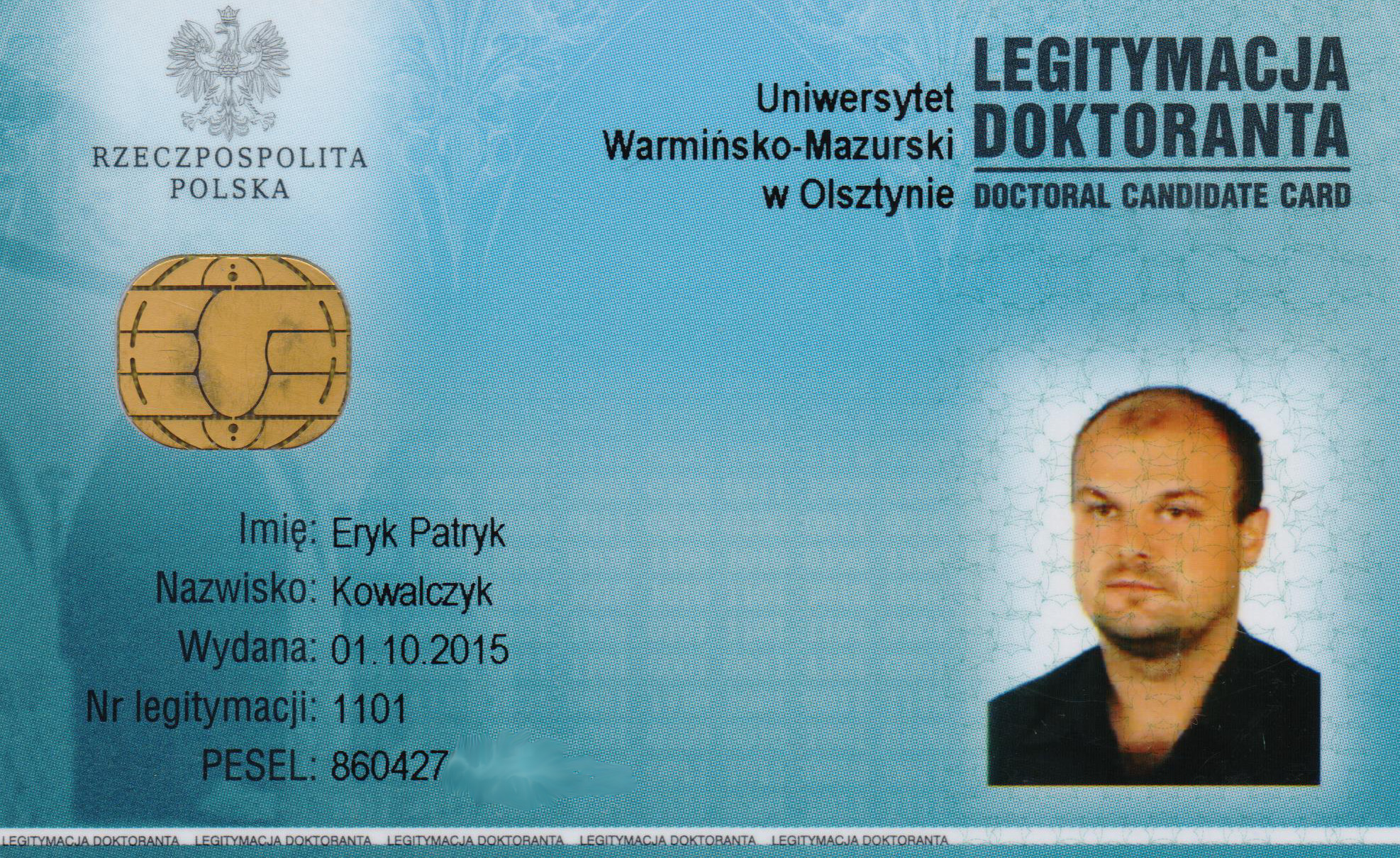
Legitymacja doktoranta

## Status doktoranta
Uczestnicy studiów doktoranckich w Polsce nie byli ani studentami, ani pracownikami naukowymi. Jest to konsekwencja procesu bolońskiego, którego celem jest strukturyzacja studiów trzeciego stopnia, co prowadzi do starcia się dwóch tradycji organizacji takich studiów: kontynentalnej i anglosaskiej. W tradycji anglosaskiej (USA, UK) doktorant jest studentem, a na studia doktoranckie można zapisać się już po zdobyciu tytułu licencjata. Zdobycie tytułu magistra następuje wtedy w trakcie studiów doktoranckich. Koszty zakupu takich studiów „2 w 1” są niższe niż koszty zakupu kolejno dwóch stopni. W tradycji kontynentalnej, wzorowanej na rozwiązaniach niemieckich, doktorant jest naukowcem, a studia przygotowują do pracy na uczelni.

## Uczestnicy studiów doktoranckich w Polsce do 2018 r.

### Samorząd
Uczestnicy studiów doktoranckich tworzyli samorząd doktorantów. Łączny udział przedstawicieli studentów i doktorantów w senacie uczelni nie mógł być mniejszy niż 20%, a ich liczbę ustalano proporcjonalnie do ich liczebności na uczelni, przy czym każdą z tych grup musiała reprezentować co najmniej jedna osoba. Uczestnicy seminarium doktoranckiego nie mogli tworzyć samorządu doktorantów, tym samym nie posiadali przedstawiciela na Krajowym Zjeździe Doktorantów i nie mogli kandydować do Krajowej Reprezentacji Doktorantów.

### Problemy pracownicze
Ustawa Prawo o szkolnictwie wyższym wiązała doktorantów studiów stacjonarnych quasistosunkiem pracy, na który składały się:
- obowiązek odbywania praktyk dydaktycznych w formie prowadzenia zajęć dydaktycznych, zagrożony sankcją w postaci skreślenia z listy doktorantów. Wymiar praktyk dydaktycznych wynosił nie mniej niż 10 i nie więcej niż 90 godzin rocznie[5][6].
- ubezpieczenie zdrowotne odprowadzane przez uczelnię
- możliwość wypłacania stypendium doktoranckiego w wysokości nie niższej niż 60% minimalnego wynagrodzenia zasadniczego asystenta[7].
- okres odbywania studiów (nie dłuższy niż 4 lata) wliczany do okresu pracy, jeżeli doktorant uzyska stopień doktora[8] (przepis dotyczył zarówno doktorantów studiów stacjonarnych, jak i niestacjonarnych).

### Pomoc materialna
Zgodnie z art. 199 Prawa o szkolnictwie wyższym doktorant mógł otrzymać pomoc materialną w formie:
1. stypendium socjalnego
2. zapomogi
3. stypendium dla najlepszych doktorantów
4. stypendium specjalnego dla osób niepełnosprawnych
5. stypendium ministra za wybitne osiągnięcia.

### Kontrowersje
- Zasady funkcjonowania, regulamin studiów doktoranckich, prawa i obowiązki doktorantów określał regulamin studiów ustalany indywidualnie przez każdą uczelnię. Na niektórych z nich doktorant, który nie obronił rozprawy doktorskiej po 4-letnim okresie studiów zobowiązany był do zwrotu całej kwoty pobieranego stypendium doktoranckiego. Inne uczelnie zaś, rezygnowały z tego rygoru w myśl przepisu niemożliwości pobierania stypendium doktoranckiego na pierwszym roku studiów.
- Na niektórych kierunkach studiów limity przyjęć na studia doktoranckie były zawyżane dla zysku. Celem było zwiększenie dotacji budżetowej, gdyż jej wysokość za doktoranta była pięciokrotnie wyższa niż za studenta. W takich sytuacjach uczelnia nie była w stanie objąć wszystkich merytoryczną opieką, a także nie wypłacała stypendiów doktoranckich.
- Studia doktoranckie nie musiały kończyć się uzyskaniem stopnia doktora. Niektórzy twierdzą więc, że powinny stanowić wartość samą w sobie. Zniechęcanie doktorantów może być motywowane chęcią zaoszczędzenia na kosztach recenzji prac doktorskich. Jednak doktorantom, którzy nie zdobędą stopnia doktora, okres studiów nie wlicza się do okresu pracy.
- Od 1 stycznia 2012 r. doktorantom do ukończenia 35. roku życia przysługiwała ulga w wysokości 51% na przejazdy środkami transportu kolejowego (PKP – bilety jednorazowe i miesięczne) i transportu autobusowego (PKS – na podstawie biletów miesięcznych) – analogicznie jak studentom[9].
- Pełne prawa członkowskie doktoranci mogli uzyskać wyłącznie w organizacjach uczelnianych, które statutowo określono jako organizacje doktoranckie[10].